# Isla Tennent
La Isla Tennent o Islas Tennent (en inglés: Tennent Island) son un grupo de islas deshabitadas del Ártico en la región de Kitikmeot, en el territorio de Nunavut en Canadá. Las islas se encuentran en el estrecho de Rae entre las islas Clarence y las Beverly. El punto Thomson de isla del Rey Guillermo se encuentra 3,5 km (2,2 millas) de distancia, a través del Canal de Humboldt. La Isla Matty se encuentra 3,7 km (2,3 millas) al este, estando separadas por el Estrecho de Wellington. La península Oscar de la Bahía Boothia esta hacia el noreste.
Las Islas Tennent son bajas y con lagos. Al igual que Puerto Emerson, un puerto de dos millas de ancho, fueron llamadas así en honor de Emerson Tennent, por Sir John Ross durante su segundo viaje Ártico.